# Bing
Bing (рус. Бинг) — поисковая система, разработанная международной корпорацией Microsoft. Bing была представлена генеральным директором Microsoft Стивом Балмером. 
Ранее имела следующие наименования и адреса:
- MSN Search (http://search.msn.com/) — с момента появления в 1998 году и до 11 сентября 2006 года;
- Windows Live Search (http://search.live.com/) — с 11 сентября 2006 года до 21 марта 2007 года;
- Live Search (http://www.live.com/) — с 21 марта 2007 года до 1 июня 2009 года.

Кроме того, с октября 2006 до января 2009 года действовал сайт Ms. Dewey (www.msdewey.com), а с августа 2007 до 30 июня 2009 года — Tafiti (tafiti.com), основанные на тех же технологиях Live Search, но имевшие иной, экспериментальный интерфейс.
В настоящее время сайт Bing занимает 2-е место в списке самых популярных поисковых сайтов по объёму трафика, в отличие от которых обладает рядом возможностей, таких как просмотр результатов поиска на одной странице (вместо пролистывания многочисленных страниц результатов поиска), а также динамическое корректирование объёма информации, отображаемой для каждого результата поиска (например, только название, краткая или большая сводка), встроенный поиск значения слов в Microsoft Word.
Мобильная версия — Bing Mobile.

## История
Осенью 1998 года появился сайт Microsoft Network Search (сокращённо MSN Search), представлявший собой поисковую систему Microsoft, которая содержала поисковую машину, индекс, а также веб-сканер.
Позднее, 8 марта 2006 года была представлена бета-версия сервиса Windows Live Search, а 12 сентября 2006 года состоялся её окончательный релиз, заменивший устаревшую систему MSN Search.
Новый поисковый механизм позволял пользователям искать среди данных конкретного типа, в веб-интерфейсе выбираемого при помощи вкладок: по веб-страницам, новостям, изображениям, музыке, на рабочем столе, в каталогах и в Microsoft Encarta. MSN Search стремилась сделать так, чтобы у их поисковой системы было более чем 2,5 млрд запросов по всему миру за каждый месяц и «быть более полезной, предоставляя пользователям улучшенный доступ к информации и более точные ответы на вопросы». В меню настройки браузера Internet Explorer можно изменить поисковую систему, заданную по умолчанию.
В октябре 2006 года была запущена вирусная маркетинговая компания Ms. Dewey, рекламировавшая Live Search. Интерфейс сайта был основан на Adobe Flash. На фоне современного городского пейзажа справа на экране размещались результаты поиска, а слева — анимированный персонаж — молодая женщина мисс Дьюи, комментировавшей вводимые запросы, наглядно представлявшей результаты поиска и развлекавшей пользователя во время простоя (ср. Помощник Microsoft Office). Роль мисс Дьюи исполнила Джанина Гаванкар.
21 марта 2007 года компания Microsoft объявила, что поисковая система Live Search перестанет быть частью комплекса продуктов Windows Live. Live Search была интегрирована в Live Search and Ad Platform, возглавляемых Сатья Наделла, которая являлась частью Microsoft. В рамках этого изменения Live Search была объединена с Microsoft adCenter.
В 2007 был запущен визуальный поисковик Tafiti (что значит ‘исследовать’ на суахили), основанный на Live Search и Microsoft Silverlight.
В начале 2009 года в компании Microsoft началось внутреннее тестирование нового поискового движка с кодовым именем Kumo (くも), что может быть переведено с японского как ‘паук’ (蜘蛛) и как ‘облако’ (雲), что отсылает одновременно к поисковым роботам и к облачным вычислениям. C 1 июня 2009 года Kumo стал основой, пришедшей на смену Live Search поисковой системы Bing.
Менеджер Microsoft по бренд-маркетингу Дэвид Уэбстер первоначально предлагал название Bang — короткое, легко запоминающееся, удобное в написании. Bang может быть переведено как ‘восклицательный знак’, противоположность вопросительному. В итоге от этого варианта отказались, так как слово to bang могло правильно использоваться как глагол, означающий поиск в Интернете. Microsoft в сотрудничестве с компанией Interbrand, разрабатывающей бренды, выбрала схожее название Bing, что должно было напоминать людям о моменте открытия или принятия решения. Bing также звучит схоже с «бинго!», восклицанием при выигрыше в одноимённой игре. Сразу же после релиза поисковой системы появились шуточные бэкронимы к слову «Bing» — «Bing Is Not Google» или «But It’s Not Google».
В 2011 году Microsoft удалось достичь соглашения с канадской компанией Research In Motion на предоставление поиска на мобильных телефонах канадского производителя.
В феврале 2023 года вышла новая версия Bing, оснащенная искусственным интеллектом и работающая на основе популярного ChatGPT. В марте 2023 года Microsoft добавила в чат-бот поисковика инструмент генерации изображений Bing Image Creator, основанный на нейросети DALL-E. Летом 2023 года OpenAI решили отключить в ChatGPT Plus функцию поиска в интернете через Bing, так как он мог давать свободный доступ к контенту, предоставлявшемуся по платной подписке. Однако в сентябре 2023 года эту функцию снова вернули.
В апреле 2025 года Microsoft добавила в Bing ИИ-поисковик Copilot Search. С помощью этой функции можно получать комплексные ответы на основе информации со всего интернета. Copilot Search имеет собственный интерфейс и способен поддерживать диалог с пользователем.

## Международная версия

### Языки, в которых Bing может выдавать результаты
- Албанский
- Английский (Американский и британский)
- Арабский
- Баскский
- Болгарский
- Венгерский
- Вьетнамский
- Галисийский
- Голландский
- Греческий
- Датский
- Иврит
- Индонезийский
- Исландский
- Испанский
- Итальянский
- Каталанский
- Китайский (Упрощённые и традиционные иероглифы)
- Корейский
- Латынь
- Латвийский
- Литовский
- Малайский
- Немецкий
- Норвежский
- Португальский (Бразилия и Португалия)
- Румынский
- Русский
- Сербский (Кириллица)
- Словацкий
- Словенский
- Тайский
- Тамильский
- Турецкий
- Украинский
- Финский
- Французский
- Хинди
- Хорватский
- Чешский
- Шведский
- Эстонский
- Японский

### Языки, в которых отображается Bing
- Английский (Американский и британский)
- Баскский
- Венгерский
- Вьетнамский
- Галисийский
- Голландский
- Греческий
- Датский
- Исландский
- Испанский
- Итальянский
- Каталанский
- Китайский (Упрощённые и традиционные иероглифы)
- Корейский
- Латынь
- Латвийский
- Литовский
- Малайский
- Немецкий
- Норвежский
- Португальский (Бразилия и Португалия)
- Румынский
- Русский
- Сербский (Кириллица)
- Словацкий
- Словенский
- Тайский
- Тамильский
- Турецкий
- Украинский
- Финский
- Французский
- Хинди
- Хорватский
- Чешский
- Шведский
- Эстонский
- Японский

## Рыночная доля

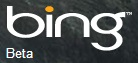
Скриншот лого Bing с приставкой Beta

До запуска Bing поисковые системы Microsoft (MSN и Live search) имели слабую популярность. Согласно докладу comScore’s «2010 U.S. Digital Year in Review», запросы в поисковике с 2009 по 2010 год выросли на 29 %.. В феврале 2011 года Bing впервые обошёл Yahoo!, имея 4,37 % от всех поисковых запросов против 3,93 %.
С учётом основных поисковых запросов доля Bing во втором квартале 2011 года в США составила 14,54 %.
Совокупная доля поисковика в апреле 2012 года составила 25,9 %, в то время как в 2011 году она составляла 26,5 %. К ноябрю 2015 рыночная доля Bing упала до 20,9 %. В октябре 2018 года Bing являлся третьим крупнейшим поисковиком США с результатом в 4,58 % , уступая Google (77 %) и Baidu (14.45 %). Yahoo! Search, на который Bing имел серьёзное влияние, имел 2,63 %.
По данным StatCounter, к концу 2023 года Bing охватывал 3,4% рынка поисковых систем. По отношению к показателю на момент внедрения искусственного интеллекта, рост составил менее 1%.

## Взрослый контент
Bing цензурирует выдаваемые результаты по «взрослым» поисковым запросам из-за законодательных требований некоторых государств, включая арабские страны, Германию, Индию и Китай. В то же время поисковик позволяет пользователям менять страну своего пребывания или регион.

## Критика

### Цензура
Microsoft обвиняли в цензурировании результатов поисковой выдачи своего поисковика по запросам на упрощённых китайских иероглифах, которые используются в материковом Китае. Это было сделано для соответствия сервиса цензурным требованиям китайских властей. После решения Google не цензурировать запросы на данном языке Microsoft не проявило никакой реакции. Поисковые запросы на упрощённых китайских иероглифах подвергаются цензуре вне зависимости от страны пользователя. Поисковые запросы на английском языке из Китая также искажались, демонстрируя больше контента из государственных СМИ вроде Xinhua News Agency и China Daily. 23 января 2019 года Bing был заблокирован в Китае, на следующий день сервис снова стал доступен.
20 февраля 2017 года Bing согласился выполнять кодекс Великобритании, обязывающий понижать в результатах поиска ссылки на контент, нарушающий авторские права.

### Проблемы с производительностью
Bing обвинялся в более медленной выдаче результатов, чем у Google. Также было подмечено отсутствие индексации некоторых сайтов.

### Копирование результатов поисковика Google
В октябре 2010 года сотрудники Google заподозрили поисковую систему Bing в «жульничестве». Чтобы проверить свои догадки, в компании Google пошли на такую уловку: к запросу из определённого бессмысленного набора букв вручную прикреплялся конкретный результат. Через некоторое время в 9 случаях из 10 поисковая система Bing стала выдавать аналогичные результаты. Однако, оказалось, что ссылки вышли в топ только благодаря тому, что надстройка BingBar, установленная в IE и Firefox, для улучшения поисковой выдачи поднимала ссылки в каталоге метаданных Microsoft.

## Оформление
В Bing присутствуют некоторые интересные нововведения, касающиеся интернет-поиска, например:
- ежедневно изменяющиеся темы оформления стартовой страницы с информационными блоками;
- дополнительные данные по каждому результату поиска;
- встроенный сервис для поиска маршрутов (другие специальные поисковые сервисы появятся в скором времени);
- функции, повышающие удобство в использовании при поиске информации, изображений и видео.

## Чат-бот
В феврале 2023 года на презентации Microsoft представила обновлённый Bing с ИИ на базе чат-бота ChatGPT. Новый Bing использует генеративный AI в своей функции веб-поиска для возврата результатов, которые выглядят как более длинные, написанные ответы, собранные из различных источников Интернета, а не список ссылок на соответствующие сайты. Чат-бот помимо поисковой функции может поддерживать беседу, генерировать связные тексты, а также отвечать на сложные вопросы за счёт своей обширной языковой модели.
В мае 2023 года Microsoft заявила, что в скором времени планирует расширить возможности чат-бота: будет добавлена история чатов, возможность загрузки изображений в чат-бот, а также работать со сторонними плагинами в рамках чата.
14 марта 2023 года Microsoft официально подтвердила, что чат-бот работает на языковой модели GPT-4.
На территории РФ чат-бот не работает, но к нему можно получить доступ, используя VPN.
4 мая 2023 года Microsoft упразднила список ожидания и открыла чат-бот Bing для всех пользователей.